# Гумін
Гумін (пол. Humin) — село в Польщі, у гміні Болімув Скерневицького повіту Лодзинського воєводства.
Населення — 341 особа (2011).
У 1975-1998 роках село належало до Скерневицького воєводства.

## Демографія
Демографічна структура станом на 31 березня 2011 року:
|          | Загалом | Допрацездатний вік | Працездатний вік | Постпрацездатний вік |
| -------- | ------- | ------------------ | ---------------- | -------------------- |
| Чоловіки | 163     | 36                 | 108              | 19                   |
| Жінки    | 178     | 39                 | 98               | 41                   |
| Разом    | 341     | 75                 | 206              | 60                   |